# Janny Sikazwe
Janny Sikazwe (Kapiri Mposhi, Zambia, 26 de mayo de 1979) es un árbitro de fútbol de Zambia que pertenece a la CAF, adscrito al comité zambiano y arbitra partidos en la Primera División de Zambia.

## Trayectoria
Fue uno de los árbitros de la Copa Africana de Naciones 2015. Arbitró la final del Mundial de Clubes 2016 en Japón, entre el Real Madrid y el Kashima Antlers (4–2). También dirigió la final de la Copa Africana de Naciones 2017 en Gabón.
En la Copa Africana de Naciones 2021, en el partido entre Túnez y Mali terminó el partido al minuto 85 y luego al minuto 89, provocando un caos en el partido.

## Copa Mundial de la FIFA
| Copa Mundial de Fútbol de 2018 – Rusia | Copa Mundial de Fútbol de 2018 – Rusia | Copa Mundial de Fútbol de 2018 – Rusia | Copa Mundial de Fútbol de 2018 – Rusia | Copa Mundial de Fútbol de 2018 – Rusia | Copa Mundial de Fútbol de 2018 – Rusia   | Copa Mundial de Fútbol de 2018 – Rusia | Copa Mundial de Fútbol de 2018 – Rusia |
| Fecha                                  | Partido                                | Sede                                   | Fase                                   | Amonestado                             | Otorgado · Otorgado otra vez · Expulsado | Expulsado                              | Anotado · Penal                        |
| -------------------------------------- | -------------------------------------- | -------------------------------------- | -------------------------------------- | -------------------------------------- | ---------------------------------------- | -------------------------------------- | -------------------------------------- |
| 18 de junio de 2018                    | Bélgica 3 – 0 Panamá                   | Sochi                                  | Fase de grupos                         | 8                                      | 0                                        | 0                                      | 0                                      |
| 28 de junio de 2018                    | Japón 0 – 1 Polonia                    | Volgogrado                             | Fase de grupos                         | 1                                      | 0                                        | 0                                      | 0                                      |

| Copa Mundial de Fútbol de 2022 – Catar | Copa Mundial de Fútbol de 2022 – Catar | Copa Mundial de Fútbol de 2022 – Catar | Copa Mundial de Fútbol de 2022 – Catar | Copa Mundial de Fútbol de 2022 – Catar | Copa Mundial de Fútbol de 2022 – Catar   | Copa Mundial de Fútbol de 2022 – Catar | Copa Mundial de Fútbol de 2022 – Catar |
| Fecha                                  | Partido                                | Sede                                   | Fase                                   | Amonestado                             | Otorgado · Otorgado otra vez · Expulsado | Expulsado                              | Anotado · Penal                        |
| -------------------------------------- | -------------------------------------- | -------------------------------------- | -------------------------------------- | -------------------------------------- | ---------------------------------------- | -------------------------------------- | -------------------------------------- |
| 23 de noviembre de 2022                | Bélgica 1 – 0 Canadá                   | Rayán                                  | Fase de grupos                         | 5                                      | 0                                        | 0                                      | 0                                      |